# SSC North America
La SSC North America (precedentemente chiamata Shelby Super Cars) è una casa automobilistica statunitense nata nel 1999, a Tri-Cities dello Stato di Washington (Kennewick, Pasco e Richland) dalla passione di Jerod Shelby (nessuna parentela con il più famoso Carroll Shelby fondatore della Shelby Automobiles).
L'azienda si è fatta conoscere per aver presentato, dopo 7 anni di studi, il suo unico modello in produzione, la SSC Aero Twin Turbo, auto che il 13 settembre 2007 ha stabilito il nuovo record di velocità ufficiale su strada, detenuto in precedenza dalla Koenigsegg CCR con 386,159 km/h, superando anche quello non ufficiale della Bugatti Veyron di 407 km/h.
Per entrare nel Guinness World Records, SSC Aero ha seguito le linee guida dettate dai giudici di tale organizzazione. Per ricevere l'approvazione un veicolo deve percorrere entro un'ora per due volte il tracciato designato nei due sensi, dopodiché viene calcolata la media delle velocità massime raggiunte, in modo da scongiurare l'influenza di possibili fattori esterni. Ci sono stati picchi massimi oscillanti tra i 414,31 km/h ed i 410,24 km/h con una media ufficiale di 412,28 km/h.
Al Concorso d'Eleganza di Pebble Beach 2018 verrà svelata la nuova macchina la SSC Tuatara, Dopo che era già stata presentata come prototipo nel 2011 sempre al Concorso d'Eleganza di Pebble Beach.